# Stéphanie Cano
Stéphanie Cano, född 17 april 1974, är en fransk handbollsspelare som har spelat för det franska landslaget och blev världsmästare 2003. Hon deltog vid Olympiska sommarspelen 2008 i Kina, där det franska laget placerade sig på femte plats. Hon spelade som högersexa.

## Klubbkarriär
Stéphanie Cano spelade i elva år 1991–2002 för sin första elitklubb Merignac HB. 2002 spelade hon för spanska Valencia-El Osito L'Eliana som var en europeisk toppklubb. Hon var första fransyska som spelade i en Champions League-final 2003 med Valencia. Året därpå nådde hon finalen igen med danska Slagelse FH. 2004 blev hon den första fransyskan som  vann Champions League. Efter vinsten i Champions League spelade hon för BM Elda Prestigio i Spanien. 2005 återvände hon till Frankrike där hon spelade i 3 säsonger med CA Béglais i högsta ligan och sedan två i andradivisionen. 2010 bestämde hon sig för att avsluta sin karriär.

## Landslagskarriär
Stéphanie Cano började spela handboll sent, efter att ha ägnat sig åt andra sporter. Hon debuterade för Frankrike då hon var 19 år den 7 september 1993 mot Sverige. Hon var en del av laget som vann silvermedaljen vid VM 1999 efter förlust mot Norge. Vid OS i Sydney 2000 hade Olivier Krumbholz blivit förbundskapten i Frankrike. Han gjorde henne till kapten för Frankrike. Cano vann EM-brons 2002 i Danmark. Året därpå fick hon leda det franska laget till världsmästartiteln i Kroatien i finalen mot Ungern. Hon bestämde sig sedan för att ta en paus i landslaget för att slutföra sina studier för att bli fysioterapeut. Hon återvände och vann ytterligare en bronsmedalj vid EM 2006. Inför VM 2007 i Frankrike blev hon lagkapten igen och var en viktig spelare i gruppspelet. Hon skadade sitt vänstra lår och kunde inte spela i huvudrundan. Hon deltog vid Olympiska sommarspelen tre gånger 2000, 2004 och 2008. Efter OS 2008 i Peking slutade hon i landslaget efter 242 matcher och 486 gjorda mål 1993–2008.

## Individuella utmärkelser
- Uttagen i All Star Team vid EM 2002 som högersexa